# Hylaea unicolor
Hylaea unicolor là một loài bướm đêm trong họ Geometridae.